# Retrato de Evaristo Arnús
Retrato de Evaristo Arnús es una figura hecha por Venancio Vallmitjana sobre 1890, y que actualmente se conserva en la Biblioteca Museo Víctor Balaguer, con el número de registro 2625. Ingresó en 1890 proveniente de la colección privada de Evaristo Arnús. 

## Descripción
Estatua sedente del financiero Evaristo Arnús, sentado en una silla de brazos con tapizado de flecos. El personaje apoya el brazo derecho en el respaldo, y gira la cabeza a su derecha. Detrás de la silla, y también a su lado derecho está su perro, Leal, sentado. 